# US Montalbanaise
US Montalbanaise (Union Sportive Montalbanaise) is een Franse rugbyclub uit de stad Montauban. De club werd opgericht in 1903 en werd een keer Frans kampioen, in het seizoen 1966-1967. De clubkleuren zijn groen-zwart. De club speelt in het Stade de Sapiac, dat 11.937 plaatsen telt.

## Geschiedenis

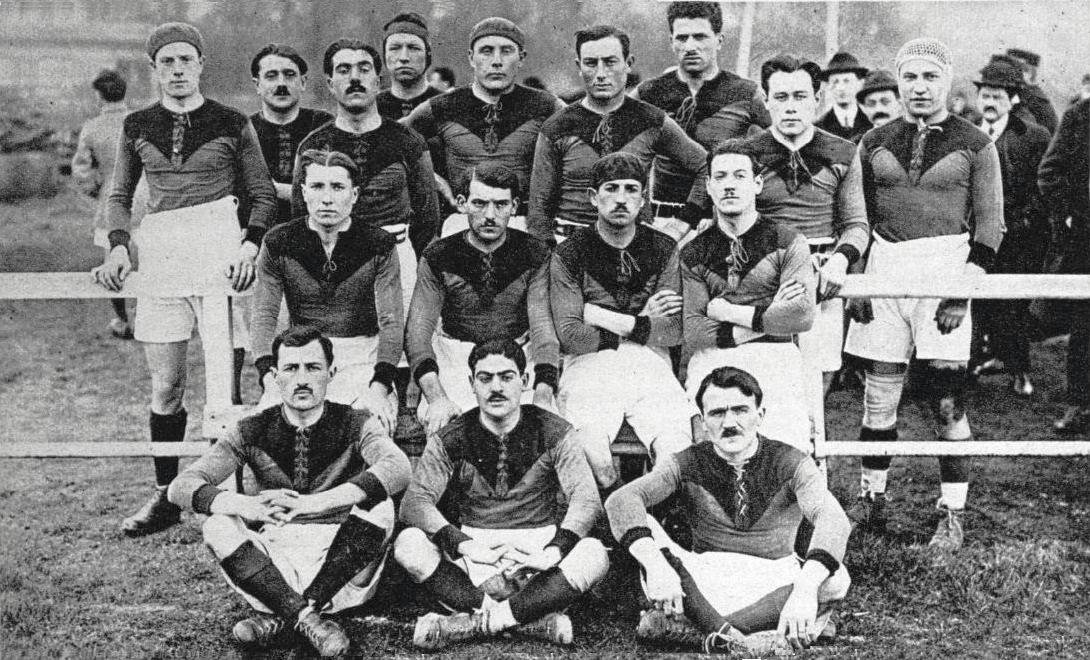
US Montalbanaise in februari 1921

De club werd opgericht in september 1903 en speelde aanvankelijk haar wedstrijden op terreinen in de wijk Lalande in het noorden van de gemeente. Voorzitter Jean-Marie Rauffet nam het initiatief om een terrein aan te kopen in de wijk Sapiac in het zuiden van de gemeente. Het nieuwe stadion, omgeven door een ovalen wielerpiste, werd in gebruik genomen in 1908 en stond bekend als Cuvette de Sapiac. De Eerste Wereldoorlog eiste een zware tol: 55 leden van de club sneuvelden tijdens de oorlog. Een andere ramp trof de club in maart 1930, toen de overstroming van de Tarn het hele stadion onder water zette en de tribune en alle materiaal vernietigde.
Na de Eerste Wereldoorlog nam USM de clubkleuren groen-zwart aan; ervoor werd gespeeld in groen-wit. In 1919 steeg de club naar het hoogste niveau, de Première Série. In de periode 1946-1951 was international Michel Sorondo kapitein van USM. Onder kapitein Louis Blanc en voorzitter André Garrigue werd de club in het seizoen 1966-1967 voor de enige keer kampioen van Frankrijk. In de finalewedstrijd in Bordeaux versloeg USM Bègles met een score van 11-3. De club kon het succes niet verder zetten en er volgden magere jaren. In 1981 kon de club even weer doorstoten naar het hoogste niveau. In het seizoen 2000-2001 werd USM kampioen in de tweede divisie (IIe Division Professionnelle) onder leiding van kapitein Sergueï Sergueev en voorzitter Patrick Bardot. 
Op 25 juni 2001 werd boven US Montalbanaise de professionele rugbyclub Montauban Tarn-et-Garonne XV opgericht, die uitkwam in de Top 16, de hoogste Franse rugbycompetitie. Het Stade de Sapiac werd vernieuwd in 2007 en telde voortaan 11.937 plaatsen. De club degradeerde maar promoveerde in 2006 weer naar de hoogste competitie, de Top 14. Daar kwam MTG XV uit tot mei 2010. Toen werd de club failliet verklaard.
Een nieuwe voorzitter nam over, Robert Gomes, en US Montalbanaise begon het nieuwe seizoen in de amateurreeksen. Op 24 mei 2014 stootte de club, na een overwinning tegen Lille, door naar het op een na hoogste niveau, de PRO D2.